# Ronde van Gabon 2006
De eerste editie van de Ronde van Gabon, een meerdaagse wielerwedstrijd in het Afrikaanse land, werd gehouden van 12 tot 15 januari 2006. Eindwinnaar werd de Fin Jussi Veikkanen van Française des Jeux

## Etappe-Overzicht
| Etappe | Start      | Finish     | Afstand | Winnaar          | Land               | Leider           | Land               |
| ------ | ---------- | ---------- | ------- | ---------------- | ------------------ | ---------------- | ------------------ |
| 1      | Libreville | Libreville | Circuit | Frédéric Guesdon | Vlag van Frankrijk | Frédéric Guesdon | Vlag van Frankrijk |
| 2      | Bifoun     | Lambaréné  | 79 km   | Jussi Veikkanen  | Vlag van Finland   | Jussi Veikkanen  | Vlag van Finland   |
| 3      | Lambaréné  | Kango      | 149 km  | Lilian Jégou     | Vlag van Frankrijk | Jussi Veikkanen  | Vlag van Finland   |
| 4      | Ntoum      | Libreville | 128 km  | Michael Blanchy  | Vlag van België    | Jussi Veikkanen  | Vlag van Finland   |

## Eindklassement
| rang | renner               | land      | ploeg              | tijd        |
| ---- | -------------------- | --------- | ------------------ | ----------- |
| 1    | Jussi Veikkanen      | Finland   | Française des Jeux | 8u20'42"    |
| 2    | Frédéric Guesdon     | Frankrijk | Française des Jeux | op 14"      |
| 3    | Jevgeni Sokolov      | Rusland   | Véloclub Marseille | op 18"      |
| 4    | Alexandre Sabalin    | Moldavië  | Véloclub Marseille | op 1'38"    |
| 5    | Christophe Detilloux | België    | Française des Jeux | op 1'38"    |
| 6    | Michael Blanchy      | Frankrijk | Jartazi            | op 1'40"    |
| 7    | Lilian Jégou         | Frankrijk | Française des Jeux | op 1'42"    |
| 8    | Sven Nevens          | België    | Jatzazi            | op 1'47"    |
| 9    | Christophe Mengin    | Frankrijk | Française des Jeux | op 1'47"    |
| 10   | Dominique Rollin     | Frankrijk | Véloclub Roubaix   | op 1'48"    |
| 66   | Jean-Pierre Poubou   | Gabon     | Gabon 2            | op 3u00'02" |

## Nevenklassementen
| klassement     | renner            | land         | ploeg        |
| -------------- | ----------------- | ------------ | ------------ |
| Punten         | Michael Blanchy   | België       | Jartazi      |
| Sprints        | Andrey Medyanikov | Kazachstan   | Capec        |
| Strijdlust     | Saidou Tall       | Burkina Faso | Burkina Faso |
| Beste Afrikaan | Damien Tekou      | Kameroen     | Kameroen     |

## Deelnemende Ploegen
| Angola           | Angola |
| ---------------- | ------ |
| Ngoio Vincente   | Angola |
| Manuel Osvaldo   | Angola |
| Daniel Leonardo  | Angola |
| Simao Hilario    | Angola |
| José Maria Pires | Angola |

| Jartazi           | België    |
| ----------------- | --------- |
| Robby Meul        | België    |
| Peter Ronsse      | België    |
| Steven Thys       | België    |
| Johnny Hoogerland | Nederland |
| Michael Blanchy   | België    |
| Claude Pauwels    | België    |

| Benin              | Benin |
| ------------------ | ----- |
| Eugène Hansinon    | Benin |
| Charles Hansinon   | Benin |
| Augustin Amoussivi | Benin |
| Alain Kakpo        | Benin |
| Aubierge Soglo     | Benin |
| Chadas Kakpo       | Benin |

| Burkina Faso         | Burkina Faso |
| -------------------- | ------------ |
| Jérémy Ouedraogo     | Burkina Faso |
| Saidou Rouamba       | Burkina Faso |
| Abdul Wahad Sawadogo | Burkina Faso |
| Laurent Zondo        | Burkina Faso |
| Gueswende Sawadogo   | Burkina Faso |
| Saidou Tall          | Burkina Faso |

| Kameroen             | Kameroen |
| -------------------- | -------- |
| Dieudonné Ndun Bibai | Kameroen |
| Damien Tekou         | Kameroen |
| Jules Fosso          | Kameroen |
| Appolinaire Bandolo  | Kameroen |
| Pascal Bouba         | Kameroen |

| Centraal-Afrikaanse Republiek | Centraal-Afrikaanse Republiek |
| ----------------------------- | ----------------------------- |
| Guy Paulin Dimanche           | Centraal-Afrikaanse Republiek |
| Magloire Tounoufio Greko      | Centraal-Afrikaanse Republiek |
| Grégoire Noi Ngarikouto       | Centraal-Afrikaanse Republiek |
| Alexis Miabe                  | Centraal-Afrikaanse Republiek |
| Jacob Flavien Mabara          | Centraal-Afrikaanse Republiek |
| Freddy Gbatou Dongombe        | Centraal-Afrikaanse Republiek |

| Ivoorkust        | Ivoorkust |
| ---------------- | --------- |
| Eugène Lokossoue | Ivoorkust |
| Hamed Ouedraogo  | Ivoorkust |
| Issiaka Fofana   | Ivoorkust |
| Claver Kouame    | Ivoorkust |
| Inousse Guebre   | Ivoorkust |

| Egypte            | Egypte |
| ----------------- | ------ |
| Mohamad Abdelaziz | Egypte |
| Anmed Hafiz       | Egypte |
| Hisham Fadel      | Egypte |
| Shérif Abdaliah   | Egypte |
| Ahmed Rashad      | Egypte |

| Française des Jeux   | Frankrijk |
| -------------------- | --------- |
| Frédéric Guesdon     | Frankrijk |
| Christophe Mengin    | Frankrijk |
| Christophe Detilloux | België    |
| Arnaud Gérard        | Frankrijk |
| Lilian Jégou         | Frankrijk |
| Jussi Veikkanen      | Finland   |

| Véloclub Marseille | Frankrijk |
| ------------------ | --------- |
| Thierry Hupond     | Frankrijk |
| Maxime Bouet       | Frankrijk |
| Jonathan Ferrand   | Frankrijk |
| Daniel Martin      | Frankrijk |
| Alexandr Sabalin   | Moldavië  |
| Jevgeni Sokolov    | Rusland   |

| Véloclub Roubaix  | Frankrijk  |
| ----------------- | ---------- |
| David Derou       | Frankrijk  |
| Christophe Masson | Frankrijk  |
| Martin Mortensen  | Denemarken |
| Maxime Procureur  | Frankrijk  |
| Dominique Rollin  | Canada     |
| Jean-François Zen | Frankrijk  |

| Gabon 1               | Gabon |
| --------------------- | ----- |
| Edouard Ekomie Obiang | Gabon |
| Placide Bipaka Cohlan | Gabon |
| Ephrem Ekobena        | Gabon |
| Gael N'Zoughe         | Gabon |
| Mamazoul Ibinga       | Gabon |
| Frédéric Obiang       | Gabon |

| Gabon 2             | Gabon |
| ------------------- | ----- |
| Arnaud Ontassi      | Gabon |
| Amadou Bakari       | Gabon |
| Nouman Sawadogo     | Gabon |
| Johnson Manguengui  | Gabon |
| Jean-Pierre Poubou  | Gabon |
| Couliball Moussavou | Gabon |

| Capec            | Kazachstan |
| ---------------- | ---------- |
| Dimitri Ivanov   | Kazachstan |
| Gustav Polak     | Kazachstan |
| Michel Sherrer   | Kazachstan |
| Jan Popovitch    | Kazachstan |
| Sergei Rapovitch | Kazachstan |
| Pol Cramov       | Kazachstan |

| Luxemburg          | Luxemburg  |
| ------------------ | ---------- |
| Frank Dressler     | Duitsland  |
| Manuel Reuter      | Duitsland  |
| Morten Knudsen     | Denemarken |
| Mickaël Kristensen | Denemarken |
| Nick Clesen        | Luxemburg  |

| Senegal         | Senegal |
| --------------- | ------- |
| Ibrahima Diop   | Senegal |
| Ibrahima Fall   | Senegal |
| Abdoulaye Thiam | Senegal |
| Ali Sidi Thiam  | Senegal |
| Malick Thiam    | Senegal |

2006 · 2007 · 2008 · 2009 · 2010 · 2011 · 2012 · 2013 · 2014 · 2015 · 2016 · 2017 · 2018 · 2019 · 2020 · 2023